# Мій дід танцював краще за всіх
«Мій дід танцюва́в кра́ще за всіх» — роман в оповіданнях Катерини Бабкіної 2019 року.

## Сюжет
Книга складається із серії дванадцяти оповідань про долю п'яти родин, діти з яких (Ліля, Леся, Ніна, Міша і Діма) знайомляться першого вересня в школі. Це їхній перший навчальний рік та перший рік незалежності України. Частина оповідань поєднує історії життя головних героїв, частина — присвячена котромусь одному із них. Ці історії — розказані через призму різних історичних подій в Україні XX століття (Голодомор, Друга світова війна, Війна на Донбасі, хвилі еміграції, економічні кризи) та відбуваються в різних її регіонах.

## Видання та сприйняття
Книга вийшла друком у видавництві Комора у 2019 році та ще декілька разів перевидавалася.
Роман отримав схвальні відгуки критиків та читачів. У 2021 році отримав Літературну нагороду Центральної Європи «Ангелус» та Нагороду ім. Наталії Гобанєвської від читачів Польщі, увійшов до довгих списків Літературної премії «Книга року BBC — 2019» та короткого списку літературної премії «Зустріч» 2020 року.
Книгу перекладено польською та сербською мовами:
- Kateryna Babkina. Nikt tak nie tańczył, jak mój dziadek = Мій дід танцював краще за всіх / Zadura Bohdan (Tłumaczenie). — І. — Warsztaty Kultury w Lublinie, 2021. — 100 с. — ISBN 978-83-6437-545-3.
- Katerina Babkina. Moj deda je plesao bolje od svih = Мій дід танцював краще за всіх / Milena Ivanović (Prevod). — Blum, 2020. — 144 с. — ISBN 978-86-6070-011-9.